# Carl Pontus Lilliehorn
Carl Pontus Lilliehorn (skrev sig Liljehorn), född 16 mars 1758 i Stockholm, död 24 november 1820 i Bonn, var en svensk militär. Han är främst förknippad med sin roll i mordet på Gustav III 1792.

## Biografi
Carl Pontus Lilliehorn var son till kaptenen vid artilleriet Samuel Carl Lilliehorn och Clara Aurora Lothigia, dotter till en borgmästare i Visby, tidigare amma åt blivande kung Gustav III och dennes åldfru på slottet.
Lilliehorn blev tidigt officer, bland annat i Livgardet och nådde slutligen överstelöjtnants grad i armén 1790, detta tack vare hans mod under landstigningen vid Kachis kapell. Trots välvilja från kungen, från vilken han mottagit pension ur dennes egen handkassa, blev Lilliehorn en av ledarna i att planera mordet på Gustav III. Han ångrade sig dock i sista ögonblicket och skickade ett anonymt brev till kungen där han beskrev och varnade för mordplanerna. Kungen avfärdade brevet och blev skjuten.

Senare förhördes Lilliehorn och erkände att det var han som skrivit brevet, vilket ledde till att han blev utfryst av de andra inblandade konspiratörerna i fängelset. Hans dom blev att han skulle drivas i landsflykt.

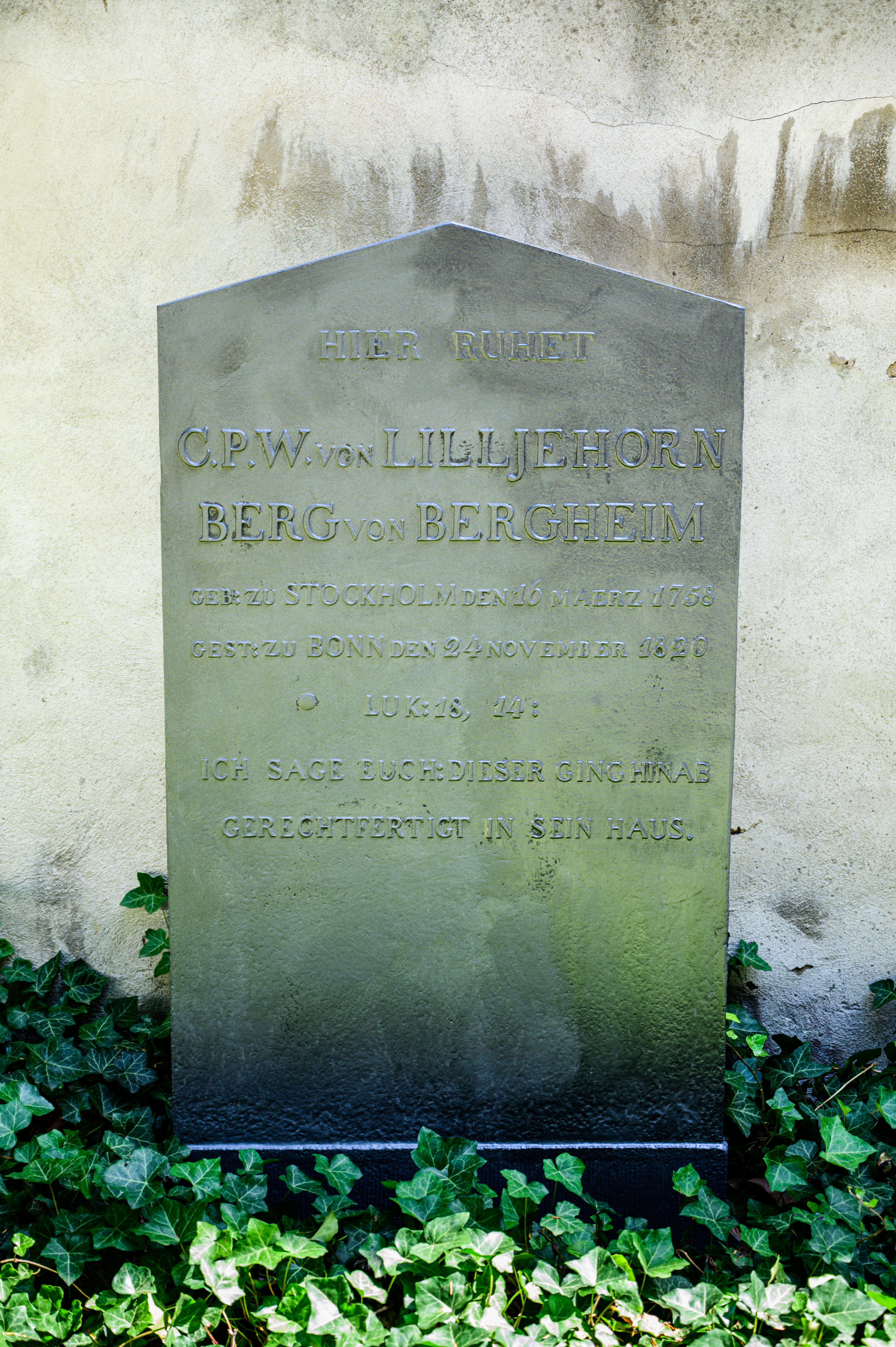
Lilliehorns gravvård vid Alter Friedhof, Bonn.

Han bosatte sig i Preussen där han upptog namnet Berg von Bergheim och blev lärare. I början av 1800-talet ska han ha rest till England för att delta i ett irländskt uppror men blivit fängslad och insatt i Towern. Liksom medkonspiratörerna Horn och Ribbing hoppades han att genom Karl Johan få tillstånd att komma tillbaka till Sverige. Han uppvaktade förgäves den nyvalde tronföljaren med en böneskrift i vilken han begärde att få återvända till sitt "ända till dyrkan älskade fosterland". Det ljusnade dock för flyktingen, då han ingick ett förmöget gifte med en förmögen tysk kvinna vid namn von Linden, så att han under de sista åren av sitt liv fick en i ekonomiskt avseende bekymmerfri tillvaro.

## Populärkultur
- I TV-serien Sammansvärjningen från 1986 spelas Lilliehorn av skådespelaren Tomas Bolme.